# Mimosa mogolensis
Mimosa mogolensis är en ärtväxtart som beskrevs av Arturo Erhardo Erardo Burkart. Mimosa mogolensis ingår i släktet mimosor, och familjen ärtväxter. Inga underarter finns listade i Catalogue of Life.